# Honhosa River
Der Honhosa River ist ein etwa 130 Kilometer langer rechter Nebenfluss des Kateel River im Westen des US-Bundesstaats Alaska.

## Flusslauf
Der Honhosa River entspringt in den Nulato Hills auf einer Höhe von etwa 540 m. Er fließt im Ober- und Mittellauf in überwiegend nordöstlicher Richtung durch das Bergland. Im Unterlauf wendet sich der Honhosa River in Richtung Nordnordost. Er fließt dabei 7 km westlich vom Koyukuk River von einem niedrigen Höhenkamm getrennt in dessen entgegengesetzte Richtung. Der Honhosa River mündet schließlich 67 km westsüdwestlich von Huslia auf einer Höhe von 45 m in den Kateel River, 14 km oberhalb dessen Mündung in den Koyukuk River. Der Honhosa River bildet auf seiner gesamten Fließstrecke viele enge Flussschlingen aus. Auf den unteren 44 Kilometern verläuft der Honhosa River innerhalb des Schutzgebietes Koyukuk National Wildlife Refuge.

## Einzugsgebiet
Der Honhosa River entwässert ein etwa 819 km² großes Areal in den Nulato Hills. Das Einzugsgebiet des Honhosa River hat eine Längsausdehnung in SW-NO-Richtung von 60 km sowie eine maximale Breite von etwa 15 km. Im Südosten verläuft ein Höhenkamm in SW-NO-Richtung und trennt das Einzugsgebiet des Honhosa River von dem des Gisasa River. Im Westen grenzt das Einzugsgebiet des Honhosa River an das des oberstrom gelegenen Kateel River sowie im Norden an das des Pitka River, ein kleinerer linker Nebenfluss des Honhosa River.

## Flussfauna
Bei Studien Ende Juli und im August 1993 wurde die Fischpopulation des Honhosa River an 10 Stellen untersucht. Es wurden folgende Fischarten nachgewiesen: Arktische Äsche, die Saugkarpfen-Art Catostomus catostomus (longnose sucker), Cottus cognatus (slimy sculpin), Quappe und Prosopium cylindraceum (round whitefish). Dabei war Cottus cognatus die am weitesten verbreitete Art.

## Name
Der Flussname geht auf ein Wort aus der Sprache der Koyukuk-Indianer zurück und wurde 1959 vom U.S. Geological Survey (USGS) veröffentlicht.